# 昂苏伊
昂苏伊（法語：Ansouis，法語發音：[ɑ̃swi(s)]）是法国普罗旺斯-阿尔卑斯-蓝色海岸大区沃克吕兹省的一个市镇，属于阿普特区。

## 地理
昂苏伊（43°44'16"N, 5°27'48"E）面积17.63 平方千米，位于法国普罗旺斯-阿尔卑斯-蓝色海岸大区沃克吕兹省，该省份为法国东南部内陆省份，北起德龙省，西北接阿尔代什省，西接加尔省，南至罗讷河口省，东南角与瓦尔省接壤，东临上普罗旺斯阿尔卑斯省。
与昂苏伊接壤的市镇（或旧市镇、城区）包括：萨讷、卡德内、屈屈龙、佩尔蒂、拉图尔代格、沃日讷、维勒洛尔。

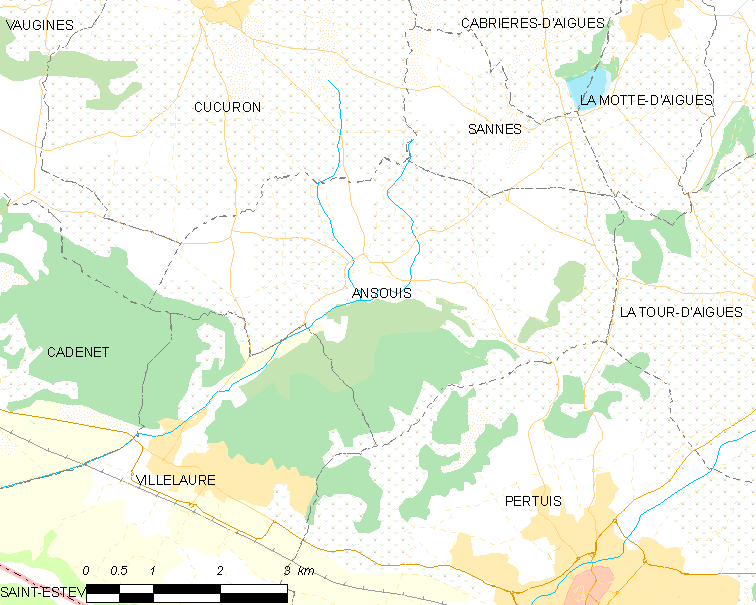
昂苏伊的OSM定位图

昂苏伊的时区为UTC+01:00、UTC+02:00（夏令时）。

## 行政
昂苏伊的邮政编码为84240，INSEE市镇编码为84002。

## 政治
昂苏伊所属的省级选区为佩尔蒂县。

## 人口

1962-2008年间昂苏伊人口变化图示

昂苏伊于2022年1月1日时的人口数量为1066人。